# Tai’an (Miaoli)
Tai’an (chinesisch 泰安鄉, Pinyin Tài'ān Xiāng) ist eine Landgemeinde (鄉,  Xiāng) im Landkreis Miaoli in der Republik China (Taiwan).

## Beschreibung
Tai’an liegt im Landesinneren im Osten des Landkreises Miaoli und ist mit etwa ein Drittel der gesamten Landkreisfläche die flächenmäßig größte Landkreisgemeinde. Mit weniger als 6000 Einwohnern ist Tai’an sehr dünn besiedelt und liegt hinsichtlich Einwohnerzahl an letzter Stelle unter den Landkreisgemeinden. Das Gemeindegebiet liegt ganz überwiegend in den westlichen Ausläufern des Xueshan-Gebirges. Die Höhe über dem Meeresspiegel variiert zwischen 4 Metern in den Tälern und über 3800 Metern im Hochgebirge und steigt von Westen nach Osten hin an. An den Gemeindegrenzen liegen die höchsten Berggipfel: der Xueshan (雪山 – „Schneeberg“, 3886 m), Daxueshan (大雪山,  Dà xuěshān, 3530 m) und Dabajianshan (大霸尖山,  Dàbà jiānshān, 3492 m). Dominierendes Fließgewässer ist der Da’anxi (大安溪) dessen Einzugsgebiet etwa drei Viertel der Fläche Tai’ans ausmacht und in dessen Flusstal auch die Mehrheit der Bevölkerung lebt. Die angrenzenden Gemeinden sind im nördlichen Landkreis Hsinchu Wufeng im Norden und Jianshi im Osten, in der Stadt Taichung im Süden der Stadtbezirk Heping, sowie im Landkreis Miaoli Nanzhuang im Norden, sowie (von Nord nach Süd) Shitan, Dahu und Zhuolan im Westen.

## Geschichte
Die ursprünglichen Bewohner des Gebietes waren austronesische Ethnien, die Vorfahren der heutigen indigenen Völker Taiwans. Aufgrund seiner Unzugänglichkeit stand die Region zur Zeit der Zugehörigkeit Taiwans zum Kaiserreich China der Qing-Dynastie nie wirklich unter Kontrolle der chinesischen Autoritäten und wurde erst zur Zeit der japanischen Kolonialherrschaft (1895–1945) unterworfen und administrativ erfasst. Ab 1920 gehörte das Gebiet von Tai’an zu Kreis Dahu (大湖郡) innerhalb der Präfektur Shinshiku (新竹州). Nach der Übernahme Taiwans durch die Republik China 1945 kam Tai’an zunächst zum Landkreis Hsinchu und wurde am 25. Oktober 1950 als Landgemeinde Da’an (大安鄉,  Dà'ān xiāng) dem neu eingerichteten Landkreis Miaoli angeschlossen. Da es im benachbarten Landkreis Taichung ebenfalls eine Gemeinde gleichen Namens gab, wurde die Benennung 1954 in des ähnlich lautende Tai’an geändert.

## Bevölkerung
Ende 2018 wurden 4348 Angehörige indigener Völker gezählt, was einem Bevölkerungsanteil von etwa 74 % entsprach. Ganz überwiegend handelte es sich um Atayal. Die restliche Bevölkerung wird größtenteils von Hakka gebildet, die mehrheitlich im Dorf Qing’an leben.
| Gliederung Tai’ans |
|                    |

## Verwaltungsgliederung
Tai’an ist in 8 Dörfer (村,  Cūn) gegliedert:
1 Bagua (八卦村)

2 Jinshui (錦水村)

3 Qing’an (清安村)

4 Daxing (大興村)

5 Zhongxing (中興村)

6 Shilin (士林村)

7 Xiangbi (象鼻村)

8 Meiyuan (梅園村)

## Verkehrsverbindungen
Aufgrund der gebirgigen Topografie gibt es keine größere Straßenverbindungen. Nur im Westen des Gemeindegebiets gibt es zwei größere Gemeindestraßen, die als Zubringerstraßen zur Provinzstraße 3 dienen, die in einigen Kilometern Abstand in Nord-Süd-Richtung westlich an Tai’an vorbeiläuft.

## Wirtschaft
Haupterwerbszweige sind Landwirtschaft und Tourismus. Angebaut werden Bambus (Phyllostachys reticulata), Pflaumen, Ingwer, Japanische Aprikosen, Drachenfrüchte, Nassreis, Ananas, Zitrusfrüchte, Pfirsiche, Erdbeeren und verschiedene Gemüse.

## Besonderheiten
Hauptattraktionen sind die Natur, die insbesondere zum Wandern und Bergsteigen einlädt, und die Kultur der einheimischen Atayal. Tai’an hat von allen Gemeinden mit 39.536 ha den flächenmäßig größten Anteil am Shei-Pa-Nationalpark, der den ganzen östlichen Teil des Gemeindegebiets einnimmt. An verschiedenen Stellen finden sich Spuren geothermaler Aktivität. Im Dorf Zhongxing tritt an verschiedenen Stellen aus dem Boden Erdgas aus und brennt mit kleiner Flamme ab. Im Dorf Jinshui finden sich heiße Quellen.

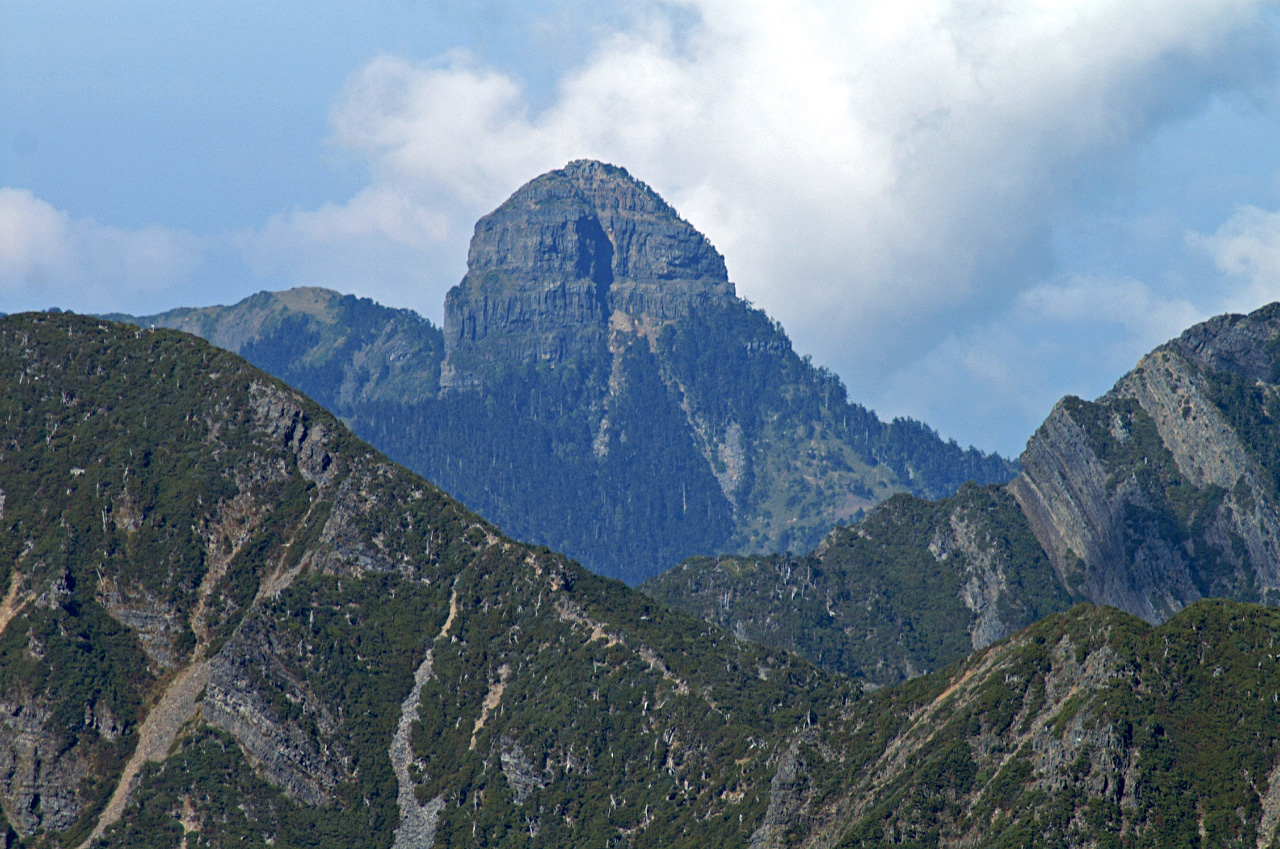
Berg Dabajianshan
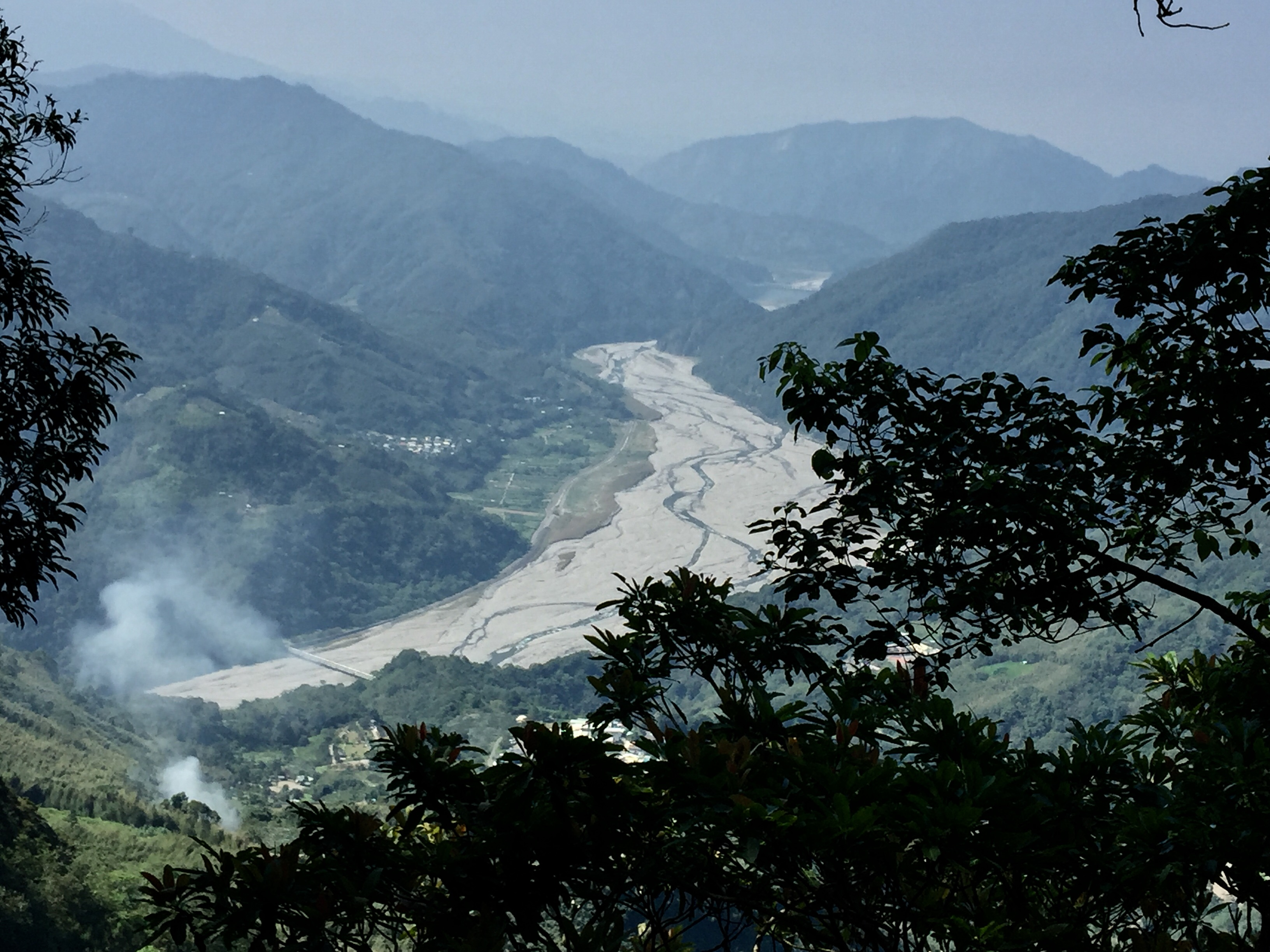
Flusstal des Da’anxi
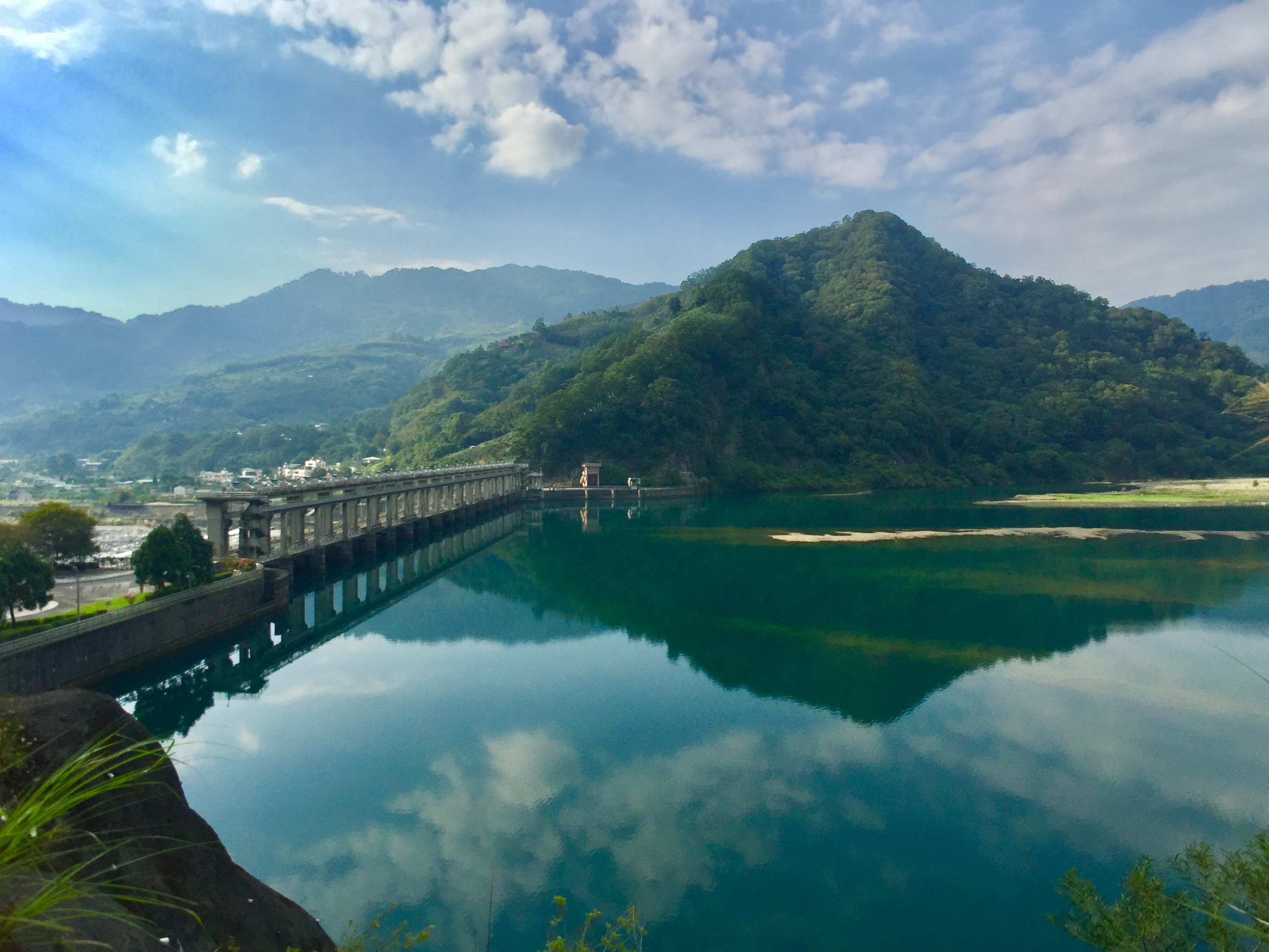
Shilin-Stauwehr bzw. -Stausee